# 별복

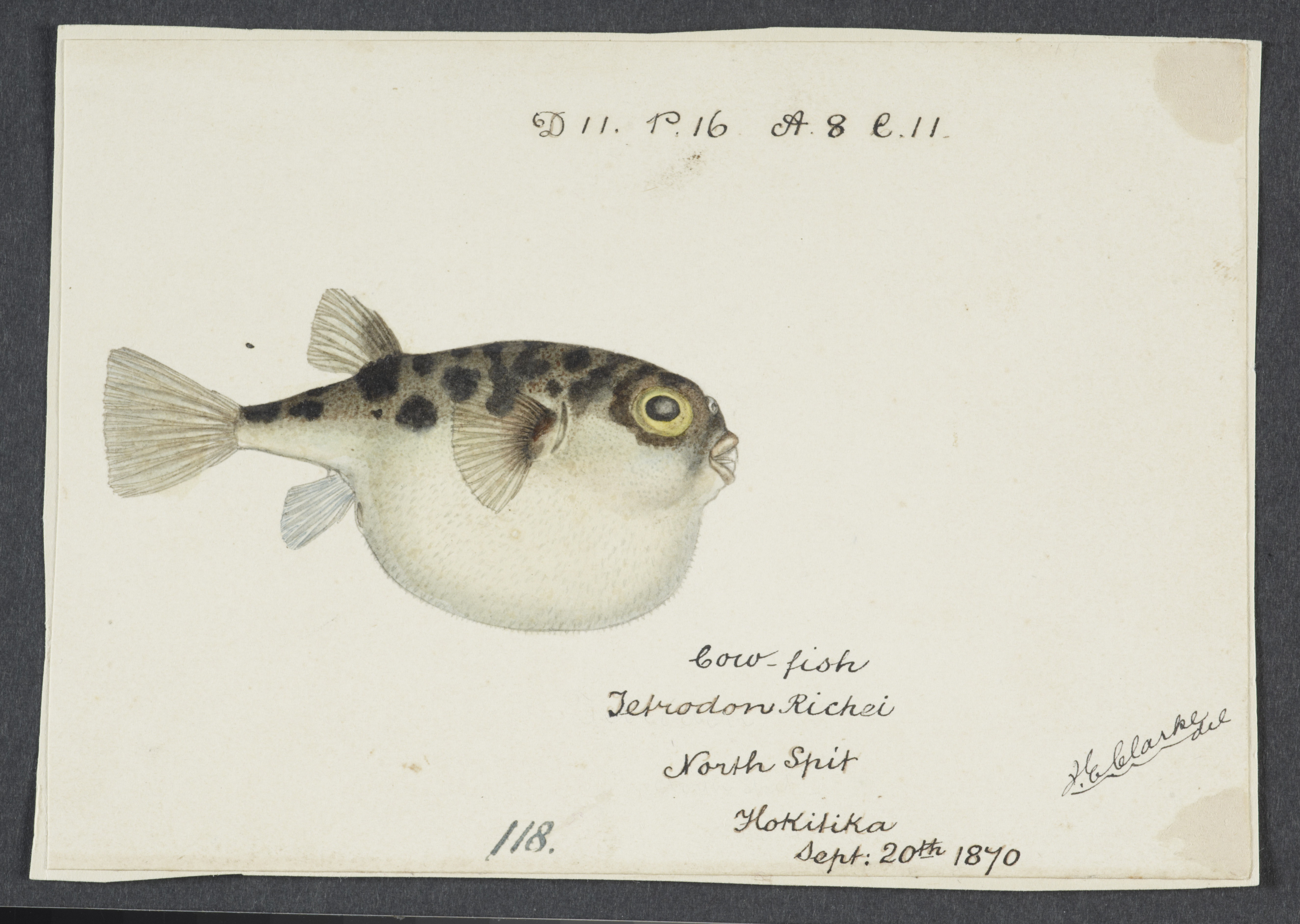

별복은 복어목 참복과의 바닷물고기이다. 몸의 길이는 약 35cm이다. 겉모양은 둥근 곤봉과 같다. 꼬리자루 뒤와 주둥이를 제외한 몸 전체에 뿌리가 있는 가시 2개가 촘촘히 있다. 등지느러미의 뒤쪽과 배의 뒷부분에 비늘이 없고 그 밖의 부분은 가시로 덮여 있다.
등의 색깔은 암갈색이고 때로는 불분명한 푸른색 점이 흩어져 있다. 배는 연한 색으로 흑갈색 선이 몇 줄 있을 때도 있다. 몸 전체에 계란 모양의 흰색 점이 흩어져 있고 각 지느러미는 연한 색이다.

## 참조
- Tony Ayling & Geoffrey Cox, Collins Guide to the Sea Fishers of New Zealand, (William Collins Pubilshers Ltd, Auckland, New Zealand 1982) ISBN 0-00-216987-8